# Castroregio
Castroregio (in arbëresh: Kastërnexhi; in kalabrisch: Castrurìgiu) ist eine italienische Gemeinde in der Provinz Cosenza in Kalabrien mit 210 Einwohnern (Stand 31. Dezember 2024).

## Lage
Castroregio liegt 124 km nördlich von Cosenza. Zum Ortsteil (Fraktion) zählt Farneta.
Die Nachbargemeinden sind: Albidona, Alessandria del Carretto, Amendolara, Cersosimo (PZ) und Oriolo.

## Geschichte
Nach dem Schriftsteller Antonio Scura wurde Castroregio zwischen 1476 und 1478 von der Arbëresh-Familie Camodeca gegründet.